# Brighton & Hove Albion Football Club 2014-2015
Questa voce raccoglie le informazioni riguardanti il Brighton & Hove Albion Football Club nelle competizioni ufficiali della stagione 2014-2015.

## Maglie e sponsor
| Casa | Trasferta | Terza divisa |

## Rosa
Rosa aggiornata al 22 gennaio 2015
| N. |                        | Ruolo | Calciatore       |
| -- | ---------------------- | ----- | ---------------- |
| 2  | Spagna (bandiera)      | D     | Bruno Saltor     |
| 3  | Scozia (bandiera)      | D     | Gordon Greer     |
| 5  | Inghilterra (bandiera) | D     | Lewis Dunk       |
| 6  | Inghilterra (bandiera) | C     | Dale Stephens    |
| 7  | Spagna (bandiera)      | A     | Adrián Colunga   |
| 8  | Galles (bandiera)      | C     | Andrew Crofts    |
| 9  | Inghilterra (bandiera) | A     | Sam Baldock      |
| 13 | Inghilterra (bandiera) | P     | David Stockdale  |
| 14 | Spagna (bandiera)      | D     | Iñigo Calderón   |
| 15 | Zimbabwe (bandiera)    | D     | Adam Chicksen    |
| 16 | Danimarca (bandiera)   | P     | Casper Ankergren |

| N. |                         | Ruolo | Calciatore          |
| -- | ----------------------- | ----- | ------------------- |
| 18 | Inghilterra (bandiera)  | C     | Jake Forster-Caskey |
| 22 | Paesi Bassi (bandiera)  | C     | Danny Holla         |
| 24 | Inghilterra (bandiera)  | D     | Rohan Ince          |
| 20 | Inghilterra (bandiera)  | C     | Solly March         |
| 25 | Inghilterra (bandiera)  | A     | Bobby Zamora        |
| 26 | Irlanda (bandiera)      | D     | Glen Rea            |
| 28 | Israele (bandiera)      | C     | Beram Kayal         |
| 30 | RD del Congo (bandiera) | C     | Kazenga LuaLua      |
|    | Inghilterra (bandiera)  | C     | Jeffrey Monakana    |
|    | Galles (bandiera)       | A     | Chike Kandi         |
|    | Scozia (bandiera)       | A     | Jack Harper         |

## Risultati

### Football League Championship
| Arbitro: | Swarbrick |

|           |           |           |
| Bruno 20’ | Marcatori | 21’ Jones |

| Cardiff 10 febbraio 2015, ore 20:45 UTC+2 30ª giornata | Cardiff City | 0 – 0 referto | Brighton | Cardiff City Stadium (19.206 spett.)\| Arbitro: \| Williamson \| |
| Arbitro:                                               | Williamson   |               |          |                                                                  |

### FA Cup
| Arbitro: | Oliver |

|                         |           |                                 |
| O'Grady 50’ Baldock 75’ | Marcatori | 2’ Walcott 24’ Özil 59’ Rosický |

### Football League Cup
| Arbitro: | Clattenburg |

|                     |           |  |
| Lamela 54’ Kane 74’ | Marcatori |  |

## Statistiche

### Andamento in campionato
| Giornata  | 1  | 2  | 3  | 4  | 5  | 6  | 7  | 8  | 9  | 10 | 11 | 12 | 13 | 14 | 15 | 16 | 17 | 18 | 19 | 20 | 21 | 22 | 23 | 24 | 25 | 26 | 27 | 28 | 29 | 30 | 31 | 32 | 33 | 34 | 35 | 36 | 37 | 38 | 39 | 40 | 41 | 42 | 43 | 44 | 45 | 46 |
| --------- | -- | -- | -- | -- | -- | -- | -- | -- | -- | -- | -- | -- | -- | -- | -- | -- | -- | -- | -- | -- | -- | -- | -- | -- | -- | -- | -- | -- | -- | -- | -- | -- | -- | -- | -- | -- | -- | -- | -- | -- | -- | -- | -- | -- | -- | -- |
| Luogo     | C  | T  | T  | C  | C  | T  | T  | C  | T  | C  | T  | C  | T  | C  | T  | C  | C  | T  | C  | T  | C  | T  | C  | T  | T  | C  | C  | T  | C  | T  | T  | C  | C  | T  | C  | T  | C  | T  | T  | C  | T  | C  | C  | T  | C  | T  |
| Risultato | P  | P  | V  | V  | N  | P  | P  | N  | N  | N  | N  | P  | N  | N  | P  | V  | N  | N  | P  | P  | P  | N  | N  | V  | V  | P  | V  | P  | P  | N  | N  | V  | V  | P  | V  | P  | N  | N  | V  | P  | P  | P  | N  | P  | P  | N  |
| Posizione | 18 | 22 | 16 | 13 | 13 | 17 | 18 | 18 | 17 | 18 | 19 | 20 | 20 | 21 | 21 | 20 | 20 | 20 | 22 | 22 | 22 | 22 | 23 | 21 | 19 | 19 | 19 | 21 | 21 | 21 | 21 | 20 | 18 | 20 | 19 | 19 | 19 | 19 | 16 | 16 | 18 | 19 | 19 | 20 | 20 | 20 |

Fonte: (EN) Brighton & Hove Albion » Fixtures & Results 2014/2015, su worldfootball.net. URL consultato il 23 ottobre 2015.
Legenda:

Luogo: C = Casa; T = Trasferta. Risultato: V = Vittoria; N = Pareggio; P = Sconfitta.